# Miguel Febres Cordero

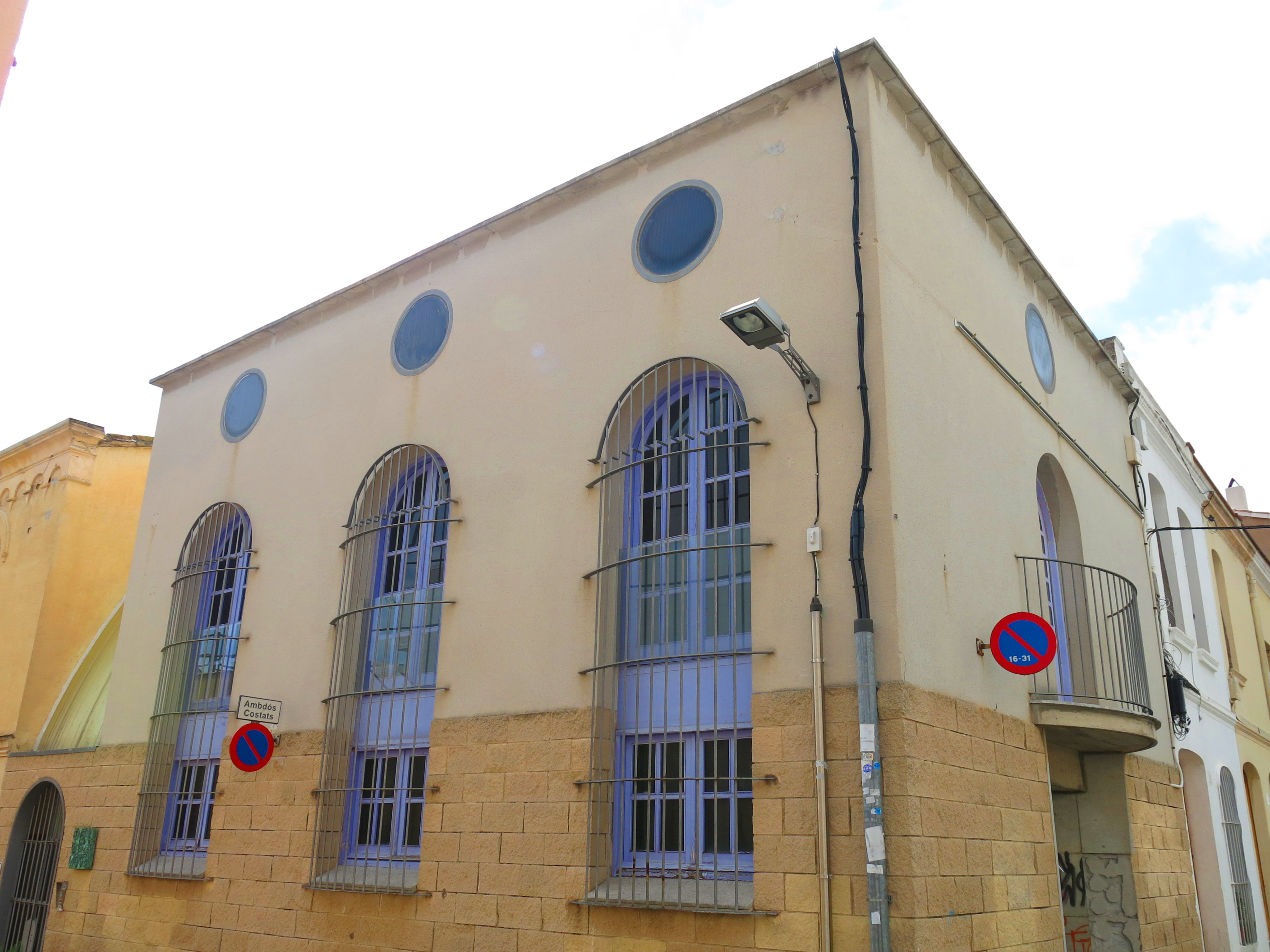
Edifici del Casal del Germà Miquel que te dedicat en la parròquia de Sant Cristòfol de Premià de Mar.

Miguel Febres Cordero (Cuenca, Equador, 7 de novembre de 1854- Premià de Mar, 9 de febrer de 1910) fou un religiós equatorià, membre de la congregació dels Germans de les Escoles Cristianes.

## Biografia
Nascut Francisco Febres-Cordero Muñoz a Cuenca (Equador) al si d'una família benestant; va néixer amb una discapacitat física i no va poder romandre dret fins als cinc anys. El 1864 va anar a estudiar a una escola dels Germans de La Salle i, molt influït per la congregació, hi va entrar com a novici el 24 de març de 1868, essent el primer equatorià que va formar part de l'orde i prenent el nom de Francisco Miguel. Es dedicaria així a l'ensenyament, a l'escola d'El Cebollar, prop de Quito, on ensenyà durant 32 anys; a més, va fer recerca i publicar obres literàries i de lingüística, com una reconeguda gramàtica castellana. Alguns dels seus textos didàctics i llibres de text van ésser adoptats pel govern de l'Equador i usats a tot el país. Va ésser membre de l'Academia Ecuatoriana de Letras des de 1892 i de les Real Academia Española, Académie française i de l'acadèmia de Veneçuela. Dirigia exercicis espirituals i feia catequesi als nens, a més de dirigir la residència dels novicis entre 1901 i 1904.
El 1905, el germà Miguel va ser enviat a França per a traduir textos al castellà que poguessin fer-se servir a les escoles de La Salle. Mentrestant, un nou govern, anticlerical, va expulsar les congregacions religioses de França. Visqué a París i Lembecq-lez-Hal (Bèlgica) fins al juliol de 1908, quan va ser enviat al nou noviciat de Premià de Mar, el Col·legi La Salle Premià, en atenció a la seva mala salut.
A Premià de Mar va viure els esdeveniments de fatídica setmana tràgica al juliol de 1909, i també hi continuà treballant i escrivint, però la seva salut no millorà i morí poc després, el 9 de febrer de 1910, d'una pneumònia, amb fama de santedat i saviesa. Les seves restes mortals van ser enterrades en el nínxol nombre 75 de la «Via Sant Josep», al cementiri de Premià de Mar.

## Veneració
Oberta la seva causa de beatificació, el dimarts 12 de maig de 1925, es va efectuar el trasllat de les restes mortals del cementiri a la capella del Noviciat apostòlic dels germans de les escoles cristianes, a Premià de Mar. Va ser un acte solemne i singularment concorregut. El seu cos va estar enterrat allà fins al 21 de juliol de 1936, que per causa de la guerra civil espanyola va ser profanat i després recollit pel consol de l'Equador. El 1937, la seva despulla va ser enviada a l'Equador, on va ser rebuda en triomf, essent dipositades a un santuari edificat a El Cebollar, prop de Quito, que va esdevenir lloc de pelegrinatge. A l'Equador, a més de sant, és considerat un heroi nacional per les seves aportacions en la literatura, la pedagogia i la lingüística.
Va ser beatificat el 30 d'octubre de 1977, per Pau VI, i canonitzat el 21 d'octubre de 1984 per Joan Pau II.